# Mayaprästinnor
Mayaprästinnor ingick i mayafolkens religion. 
Kvinnor var verksamma som prästinnor inom Mayafolkens religion. Prästinnor var verksamma vid ett flertal helgedomar som var föremål för pilgrimsfärder på Yucatan. Grottor och andra naturformationer var populär som helgedomar för offer som utfördes av maya. Dessa platser var ofta helgade åt mångudinnan och Ix Chel. Prästinnor på dessa platser fungerade som guider för besökare. De fungerade också som siare.